# 加德納灣
74°58′S 62°52′W / 74.967°S 62.867°W
加德納灣（英語：Gardner Inlet）是南極洲的海灣，位於帕爾默地的鮑曼半島西南部，由美國探險隊發現，以物理學家命名，現時由南極條約體系管理。